# Chilonatalus tumidifrons
Chilonatalus tumidifrons is een zoogdier uit de familie van de trechteroorvleermuizen (Natalidae). De wetenschappelijke naam van de soort werd voor het eerst geldig gepubliceerd door Miller in 1903.